# Permeabilitet
Permeabilitet kan också avse vattenpermeabilitet
I elektromagnetism är permeabiliteten förmågan hos ett material att uppehålla skapandet av ett magnetiskt fält i sig själv. Med andra ord, det är graden av magnetisering som ett material får som svar på ett pålagt magnetfält. Permeabilitet brukar skrivas som μ. Termen myntades i september 1885 av Oliver Heaviside. Motsatsen till permeabiliteten är reluktans.

I SI-enheter mäts permeabilitet i henry per meter (H·m−1) eller newton per ampere kvadrat (N·A−2). Permeabiliteten i vakuum (μ0), även känd som magnetiska konstanten, är ett mått på motståndet då ett magnetfält skapas i ett klassiskt vakuum. Den magnetiska konstanten har det exakta värdet µ0 = 4π×10−7 H·m−1≈ 1.2566370614…×10−6 H·m−1 eller N·A−2).

## Förklaring
I elektromagnetism representerar H hur ett magnetfält B influerar de magnetiska dipolerna i ett material, detta inkluderar förflyttning och vridning av dipoler. Kopplingen till permeabilitet är
{\displaystyle \mathbf {B} =\mu \mathbf {H} ,}
där permeabiliteten, μ är en skalär om mediet är isotropt eller en andra ordningens tensor om mediet är anisotropt.
Generellt är permeabiliteten inte en konstant eftersom den kan variera med avseende på position i mediet, frekvensen av det pålagda fältet, luftfuktighet, temperatur och andra parametrar.  I ett ickelinjärt medium kan permeabiliteten bero på styrkan hos magnetfältet.
Permeabiliteten som funktion av frekvens kan ha reella eller komplexa värden. I ferromagnetiska material uppvisar relationen mellan B och H icke-linearitet och hysteres:  B är inte en funktion av bara H, utan den beror också på materialets historia. För dessa material är det ibland användbart att undersöka den inkrementella permeabiliteten vilken definieras som
{\displaystyle \Delta \mathbf {B} =\mu _{\Delta }\Delta \mathbf {H} .}
Denna definition är användbar i lokala linjäriseringar av icke-linjära material, till exempel då Newtons metod används för att beräkna mättnad i en magnetisk krets.
Permeabiliteten är induktansen per enhetslängd. In SI-enheter mäts permeabiliteten i henry per meter (H·m−1 = J/(A2·m) = N A−2). H-fältet har dimensionen ström per enhetslängd och mäts i ampere per meter (A m−1). Produkten μH har därför dimensionen induktans gånger ström per enhetsarea (H·A/m2). Men induktans är magnetiskt flöde per enhetsström, så produkten har dimension magnetiskt flöde per enhetsarea.  Detta är bara magnetfältet B, vilken mäts i weber (volt-sekund) per kvadratmeter (V·s/m2), eller tesla (T).
B är relaterad till Lorentzkraften på en laddning q i rörelse:
{\displaystyle \mathbf {F} =q(\mathbf {E} +\mathbf {v} \times \mathbf {B} ).}
Laddningen q mäts i coulomb (C), hastigheten v i meter per sekund (m/s) och kraften F mäts i newton (N):
{\displaystyle q\mathbf {v} \times \mathbf {B} =C\cdot {\dfrac {m}{s}}\cdot {\dfrac {V\cdot s}{m^{2}}}={\dfrac {C\cdot (J/C)}{m}}={\dfrac {J}{m}}=N}
H är kopplad till densiteten av magnetiska dipoler. En magnetisk dipol är en slinga av elektrisk ström. Dipolmomenten har dimension ström gånger area och mäts därför i ampere kvadratmeter (A·m2) och magnituden är lika med strömmen i slingan gånger arean av slingan.  På avstånd är magnituden av H-fältet från en dipol proportionellt mot dipolmomentet delat på avståndet i kubik, vilken har dimension ström per enhetslängd.

## Relativ permeabilitet och susceptibilitet
Relativ permeabilitet μr är förhållandet mellan permeabiliteten i ett visst medium och vakuumpermeabiliteten μ0:
{\displaystyle \mu _{r}={\frac {\mu }{\mu _{0}}},}

där μ0 = 4π × 10−7 N A−2. I termer av relativ permeabilitet är susceptibiliteten:
{\displaystyle \chi _{m}=\mu _{r}-1.}
χm är en dimensionslös kvantitet vilken ibland kallas för volymetrisk susceptibilitet.

## Diamagnetism
Diamagnetism är egenskapen hos ett objekt vilken ger upphov till ett magnetisk fält i motstående riktning jämför med ett externt magnetfält, vilket i sin tur skapar en repulsiv kraft. Mer specifikt skapar ett externt magnetiskt fält en förändring hos elektronernas omloppshastighet runt deras respektive atomkärnor, vilket inducerar ett magnetiskt dipolmoment i motsatt riktning i förhållande till det externa magnetfältet. Diamagneter är material med en permeabilitet mindre än {\displaystyle \mu _{0}} (en relativ permeabilitet mindre än 1).
Som följd är diamagnetism en form av magnetism som bara visar sig då det finns ett externt magnetfält. I de flesta material är effekten svag, men hos supraledare är effekten stor.

## Paramagnetism
Paramagnetism är en form av magnetism vilken bara visar sig då det finns ett externt magnetfält. Paramagnetiska material attraheras av magnetfält, de har därför en relativ permeabilitet större än 1 (eller en positiv susceptibilitet).
Det magnetiska dipolmomentet är linjärt och typiskt ganska svagt.
Till skillnad från ferromagneter, har inte paramagneter någon kvarvarande magnetisering då det inte finns något externt magnetfält, eftersom termisk rörelse ger upphov till att elektronernas spinn blir godtyckligt orienterade då pålagt magnetfält saknas. Därför blir magnetiseringen noll när det pålagda magnetfältet tas bort. Även då det finns ett magnetiskt fält blir den inducerade magnetiseringen liten eftersom bara en liten andel av elektronspinnen blir omorienterade i samma riktning av fältet. Denna andel är proportionell mot fältstyrkan. Attraktionen som ferromagneter upplever är icke-linjär och mycket större, vilket gör att den är lätt att observera, ett exempel på detta är vanliga kylskåpsmagneter.

## Värden för några vanliga material
Följande tabell skall användas försiktigt eftersom permeabilitet hos ferromagnetiska material kraftigt varierar med fältstyrka. Till exempel har 4 % Si stål en initial relativ permeabilitet (vid nära 0T) på 2000 och ett maximum på 35000. Den relativa permeabiliteten för vilket material som helst vid tillräckligt hög fältstyrka går mot 1.
| Medium               | Susceptibilitet χm     | Permeabilitet μ [H/m] | Relativ Permeabilitet μ/μr | Magnetiskt fältstyrka | Frekvensmax                   |
| -------------------- | ---------------------- | --------------------- | -------------------------- | --------------------- | ----------------------------- |
| Metglas              |                        | 1.25                  | 1000                       | vid 0.5 T             | 100 kHz                       |
| Nanoperm             |                        | 10×10−2               | 80000                      | vid 0.5 T             | 10 kHz                        |
| Mymetall             |                        | 2.5×10−2              | 20000                      | vid 0.002 T           |                               |
| Mymetall             |                        |                       | 50000                      |                       |                               |
| Permalloy            | 8000                   | 1.0×10−2              | 8000                       | vid 0.002 T           |                               |
| Elektriskt stål      |                        | 5.0×10−3              | 4000                       | vid 0.002 T           |                               |
| Ferrit (nickel zink) |                        | 2.0×10−5 – 8.0×10−4   | 16–640                     |                       | 100 kHz ~ 1 MHz[källa behövs] |
| Ferrit (mangan zinc) |                        | >8.0×10−4             | 640 (eller mer)            |                       | 100 kHz ~ 1 MHz               |
| Stål                 |                        | 8.75×10−4             | 100                        | vid 0.002 T           |                               |
| Nickel               |                        | 1.25×10−4             | 100 – 600                  | at 0.002 T            |                               |
| Neodymmagnet         |                        |                       | 1.05                       |                       |                               |
| Platina              |                        | 1.2569701×10−6        | 1.000265                   |                       |                               |
| Aluminium            | 2.22×10−5              | 1.2566650×10−6        | 1.000022                   |                       |                               |
| Trä                  |                        |                       | 1.00000043                 |                       |                               |
| Luft                 |                        | 1.2566375×10−6        | 1.00000037                 |                       |                               |
| Betong               |                        |                       | 1                          |                       |                               |
| Vakuum               | 0                      | π4×10−7 (μ0)          | 1                          |                       |                               |
| Väte                 | −2.2×10−9              | 1.2566371×10−6        | 1.0000000                  |                       |                               |
| Teflon               |                        | 1.2567×10−6           | 1.0000                     |                       |                               |
| Safir                | −2.1×10−7              | 1.2566368×10−6        | 0.99999976                 |                       |                               |
| Koppar               | −6.4×10−6 or −9.2×10−6 | 1.2566290×10−6        | 0.999994                   |                       |                               |
| Vatten               | −8.0×10−6              | 1.2566270×10−6        | 0.999992                   |                       |                               |
| Vismut               | −1.66×10−4             |                       | 0.999834                   |                       |                               |
| Supraledare          | −1                     | 0                     | 0                          |                       |                               |

Ett bra material för transformatorkärnor måste ha hög permeabilitet.
För passiv Maglev behövs en relativ permeabilitet på under 1 (detta korresponderar mot en negativ susceptibilitet).
Permeabiliten varierar med magnetisk fältstyrka. Värdena ovan är approximativa och endast giltiga för de nämnda magnetiska fälten. De är dessutom angivna för frekvensen noll; i praktiken ges permeabiliteten som en funktion av frekvensen. När frekvensen tas med i beräkningarna kan permeabiliteten bli ett komplext tal.

Tänk på att magnetiska konstanten {\displaystyle \mu _{0}} har ett exakt värde i SI-enheter (dvs inga osäkerheter i värdet), eftersom definitionen av ampere fixerar värdet på 4π × 10−7 H/m exakt. 